# LP5
LP5 – popularna nazwa piątego albumu brytyjskiej grupy Autechre, wydanego w 1998 roku. Na okładce albumu nie ma żadnej nazwy, lecz jedynie szaro-czarne tło i nazwa zespołu. Stąd w materiałach promocyjnych do płyty odnoszono się jako Autechre Album lub Autechre. Nazwa LP5 bywa stosowana przez analogię do siódmego minialbumu zespołu EP7 .
Na płycie grupa zupełnie porzuca cieplejsze brzmienie Tri Repetae (1995) na rzecz chłodnych, czysto technicznych brzmień, rozwijając pomysły z EPki Cichlisuite czy płyty Chiastic Slide.

## Lista utworów
Wszystkie utwory napisane przez Autechre.
1. Acroyear2 – 8:39
2. 777 – 5:49
3. Rae – 7:13
4. Melve – 1:14
5. Vose In – 5:21
6. Fold4,Wrap5 – 3:58
7. Under BOAC – 6:22
8. Corc – 5:50
9. Caliper Remote – 1:40
10. Arch Carrier – 6:49
11. Drane2 (9:38) (niezatytułowany hidden track zaczyna się od 21:43) - 9:38

Na niemieckiej i amerykańskiej wersji hidden track jest osobnym, dwunastym utworem, a po utworze jedenastym jest tylko 3-minutowa cisza.